# Haunebu

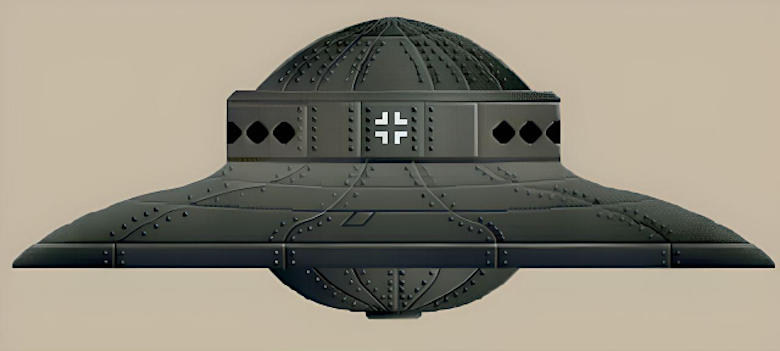
Artystyczne wyobrażenie Haunebu

Haunebu (skrót od niem. Hauneburg-Gerät) – określenie hipotetycznych statków latających w kształcie dysku, wyposażonych w napęd antygrawitacyjny, skonstruowanych podczas II wojny światowej przez niemieckich inżynierów dla sił powietrznych III Rzeszy, mające być jednym z projektów Wunderwaffe. Statki rzekomo produkowano w fabrykach Skody w Pradze i w Górach Sowich. Projekty latających dysków zaczęto opracowywać w latach dwudziestych w Niemczech. Pierwszy statek latający Haunebu rzekomo miał wznieść się w powietrze latem 1939 roku, pod koniec wojny opracowano Haunebu III, który rzekomo mógł wzbić się do stratosfery. Przed samym końcem wojny statki rzekomo przetransportowano U-Bootami na Antarktydę.
Spekulacje na temat latających dysków rozpoczęły się, kiedy opublikowano wywiady z rzekomymi twórcami pojazdów. W wywiadzie udzielonym 25 marca 1950 roku dla gazety „Il Giornale d’Italia” Giuseppe Belluzzo stwierdził, że raporty na temat UFO mogą dotyczyć wojskowych latających dysków, opartych na jego projekcie z 1942 roku; 30 marca tego samego roku niemieckie czasopismo „Der Spiegel” opublikowało wywiad z Rudolfem Schrieverem, przedstawionym jako niemiecki inżynier lotnictwa, który twierdził, że opracował wirnikopłat o kolistym kształcie. Francuski dziennik „France-Soir” 7 czerwca 1952 roku opublikował wywiad z Richardem Miethem, domniemanym budowniczym niemieckich dysków, który przypisywał sobie nadzorowanie związanych z nimi prac. Jednak żaden z nich nie twierdził, że prototypy dysków zostały w trakcie II wojny światowej oblatane. 6 września 1952 roku na łamach gazety „Tempo” zamieszczono artykuł autorstwa włoskiego dziennikarza Luigiego Romersy, który zawierał twierdzenia, że jakoby 17 kwietnia 1944 roku latający dysk odbył pierwszy lot testowy nad brzegami morza bałtyckiego
26 kwietnia 1953 roku w niemieckim czasopiśmie „Welt am Sonntag” opublikowano wywiad dr. Wernera Kellera z naczelnym inżynierem Georgiem Kleinem, który był rzekomym świadkiem pierwszego startu niemieckiego załogowego dysku, który miał miejsce 14 lutego 1945 roku w Pradze. W późniejszych latach publikowano coraz bardziej sensacyjne materiały dowodzące rzekomej prawdziwości pogłosek o niemieckich dyskach. Jedynym w rzeczywistości wyprodukowanym niemieckim samolotem w kształcie dysku był samolot AS-6 skonstruowany przez Arthura Sacka w 1944 roku, jednak nie był eksploatowany przez niemieckie lotnictwo.
W 1956 roku została opublikowana książka zatytułowana Die deutschen Waffen und Geheimwaffen des 2. Weltkrieges und ihre Weiterentwicklung autorstwa Rudolfa Lusara. Publikacja zawierała jedynie dwie strony poświęcone niemieckim dyskom. Jednak informacje dotyczące niemieckich pojazdów były zasadniczo oparte na twierdzeniach Georga Kleina. W publikacji dodatkowo podano, że niemieccy inżynierowie Schriever i Habermohl pilotowali prototyp podczas testów przeprowadzonych 14 lutego 1945 roku w Pradze. We fragmencie nie zawarto informacji o materiale źródłowym. W związku z tym książka bywała przytaczana w wielu późniejszych opracowaniach jako pierwsza publikacja na temat niemieckiego programu budowy dysków.
W 1957 roku na łamach wiedeńskiego tygodnika „Der Soldaten” austriacki inżynier ujawnił się jako konstruktor niemieckich dysków latających. Jego informacje zostały ponownie przytoczone w gazecie „Kasseler Zeitung” na początku czerwca tego roku. Austriak podawał się za naczelnego inżyniera wiedeńskich zakładów Heinkela. Jednak informacje podawane w artykule nie zostały potwierdzone w literaturze historycznej.